# Губернатор Тюменской области
Губернатор Тюменской области — высшее должностное лицо Тюменской области. Губернатор возглавляет систему органов исполнительной власти области.

## Порядок наделения полномочиями губернатора области
С 1991 по 1993 гг. глава администрации области назначался на должность в соответствии с указом президента РФ. После принятия устава Тюменской области (1995 год) введена должность губернатора, на которую избираются путём всенародных выборов на территории всей Тюменской области. Первые выборы прошли в 1996 году. Начиная с 2004 года в соответствии с изменением избирательного законодательства наделение полномочиями губернатора Тюменской области осуществляется по представлению президента Российской Федерации Тюменской областной Думой. С 2014 года губернатор Тюменской области избирается населением всей Тюменской области, включая Ханты-Мансийский автономный округ и Ямало-Ненецкий автономный округ.
Вступая в должность, губернатор приносит следующую присягу:
«Вступая в должность Губернатора Тюменской области, торжественно клянусь добросовестно исполнять обязанности Губернатора, защищать интересы населения области, уважать и охранять права и свободы человека, соблюдать Конституцию и законы Российской Федерации, Устав и законы Тюменской области»

## Полномочия
Губернатор Тюменской области осуществляет свои полномочия в соответствии со ст. 18 Федерального закона «Об общих принципах организации законодательных (представительных) и исполнительных органов государственной власти субъектов Российской Федерации» от 6 июня 1999 года № 184-ФЗ и статьями 37-38 Устава Тюменской области.
- осуществляет меры по обеспечению законности, прав и свобод граждан, охране собственности и общественного порядка, борьбе с преступностью;
- представляет область во взаимоотношениях с федеральными органами государственной власти, другими субъектами Федерации, с иностранными государствами, а также в отношениях с органами местного самоуправления, общественными объединениями;
- подписывает договоры от имени области;
- обращается в Конституционный Суд Российской Федерации, другие суды в порядке, установленном законодательством;
- обращается к областной Думе с ежегодным посланием о положении дел в области;
- обладает правом законодательной инициативы в областной Думе и в представительных (законодательных) органах государственной власти автономных округов и вносит проекты законодательных актов, которые рассматриваются в первоочередном порядке;
- вносит на рассмотрение Президента и Правительства Российской Федерации проекты актов, принятие которых находится в их компетенции;
- обнародует законы, удостоверяя их обнародование путём подписания законов, либо отклоняет законы, принятые Тюменской областной Думой;
- обеспечивает координацию деятельности органов исполнительной власти области с иными органами государственной власти области и в соответствии с законодательством Российской Федерации может организовывать взаимодействие органов исполнительной власти области с федеральными органами исполнительной власти и их территориальными органами, органами местного самоуправления и общественными объединениями;
- назначает половину членов Избирательной комиссии области;
- награждает областными наградами, присваивает почётные звания области;
- назначает представителя от исполнительного органа государственной власти области в Совет Федерации Федерального Собрания Российской Федерации;
- вправе участвовать в заседаниях областной Думы с правом совещательного голоса и требовать созыва внеочередного заседания Тюменской областной Думы;
- представляет в областную Думу проект областного бюджета и отчет об исполнении бюджета, а также проекты программ социально-экономического развития Тюменской области;
- вносит на рассмотрение Президента Российской Федерации кандидатуры для избрания на должность высшего должностного лица автономного округа (руководителя высшего исполнительного органа государственной власти автономного округа) депутатами законодательного (представительного) органа государственной власти автономного округа, входящего в состав области[1];
- представляет областной Думе заключения на проекты законов области о введении или отмене налогов, об освобождении от их уплаты, о порядке осуществления государственных внутренних заимствований Тюменской области, об изменении финансовых обязательств области, другие законопроекты, предусматривающие расходы, покрываемые за счет областного бюджета;
- возглавляет Правительство области;
- досрочно распускает Думу по основаниям и в порядке, предусмотренным федеральным законодательством;
- рассматривает постановления областной Думы о выражении недоверия должностным лицам Правительства области и принимает по ним решение;
- формирует Правительство области, назначает и освобождает членов Правительства области, должностных лиц Правительства области, руководителей и иных должностных лиц органов исполнительной власти области, руководителей государственных унитарных предприятий и государственных учреждений Тюменской области;
- представляет в областную Думу ежегодные отчеты о результатах деятельности Правительства области, в том числе по вопросам, поставленным областной Думой;
- освобождает от занимаемой должности лиц, являющихся заместителями Губернатора и возглавляющих государственные органы, образованные министерствами, ведомствами, комитетами Правительства Российской Федерации, если это предусмотрено федеральным законодательством;
- представляет областной Думе кандидатуры для назначения на должности судей Уставного суда области и мировых судей;
- назначает представителей области в органы управления коммерческих организаций, в уставном капитале которых есть доля областной собственности, утверждает порядок участия представителей в органах управления коммерческих организаций;
- утверждает председателя и состав комиссии по вопросам помилования;
- представляет областной Думе для назначения кандидатуры представителей общественности в состав квалификационной коллегии судей;
- выносит предупреждение главе муниципального образования о возможности принятия мер в соответствии с федеральным законом;
- издает постановление об отрешении от должности главы муниципального образования в соответствии с федеральным законодательством;
- определяет структуру исполнительных органов государственной власти области;
- согласовывает кандидатуру на должность прокурора области;
- осуществляет иные полномочия.

## Список губернаторов
| Имя                               | Дата рождения   | Срок полномочий                   |
| --------------------------------- | --------------- | --------------------------------- |
| Юрий Константинович Шафраник      | 27 февраля 1952 | 27 сентября 1991 — 12 января 1993 |
| Леонид Юлианович Рокецкий         | 16 марта 1942   | 12 января 1993 — 26 января 2001   |
| Сергей Семёнович Собянин          | 21 июня 1958    | 26 января 2001 — 14 ноября 2005   |
| Сергей Иванович Сметанюк (и. о.)  | 8 июня 1962     | 14 ноября — 24 ноября 2005        |
| Владимир Владимирович Якушев      | 14 июня 1968    | 24 ноября 2005 — 18 мая 2018      |
| Сергей Михайлович Сарычев (и. о.) | 1 августа 1959  | 18 мая 2018 — 29 мая 2018         |
| Александр Викторович Моор         | 6 января 1974   | 29 мая 2018 — н. в.               |